# Tsunamitsu Adachi
Tsunamitsu Adachi (jap. 安立綱光 Adachi Tsunamitsu; ur. 1901, zm. 1981) – japoński entomolog, specjalizujący się w koleopterologii.
Urodził się 15 września 1901 roku. W latach 1921-22 był żołnierzem. Wstąpił na wydział rolnictwa Uniwersytetu Tokijskiego w 1925. W 1932 został adiunktem, a w 1948 profesorem nadzwyczajnym na tymże uniwersytecie. Na emeryturę odszedł w 1976. Zmarł 2 grudnia 1981 roku.
Był autorem 75 artykułów, głównie z dziedziny entomologii, szczególnie dotyczących kusakowatych. Opisał 11 nowych gatunków, wszystkie z terenu Japonii.